# L'Oeuvre au noir
L'oeuvre au noir és una pel·lícula belga dirigida per André Delvaux, estrenada l'any 1988, i reeditat en DVD el 2010. Ha estat doblada al català.

## Argument
Segle XVI. Una cop que el duc d'Alba va esclafar la rebel·lió de Flandes contra Espanya, Felip II (1559-1598) va restringir la llibertat religiosa, va aplicar els decrets del Concili de Trento i va reforçar el poder de la Inquisició en aquestes terres. En aquest context, arriba a Bruges amb documentació falsa el venerable escriptor i filòsof Zenon Ligre. Després de fundar una clínica i unes termes, es disposa a treballar com a metge i alquimista per als més pobres. El pensament i els mètodes de Zenón, que s'aparten de l'ortodòxia oficial, tenen un gran èxit entre la població flamenca, però corren el risc de ser condemnats per la Inquisició. Finalment Zenon, recercat des de feia molt de temps per dissidència i escrits subversius, serà detingut, jutjat i condemnat a la foguera.

## Repartiment
- Gian Maria Volontè (Zénon)
- Sami Frey (Prior dels Cordelers)
- Jacques Lippe (Myers)
- Anna Karina (Catherine)
- Philippe Léotard (Henri-Maximilien)
- Jean Bouise (Campanus)
- Marie-Christine Barrault (Hilzonde)
- Marie-France Pisier (Martha)
- Mathieu Carrière (Pierre de Hamaere)
- Pierre Dherte (Cyprien)
- Gaetan Wenders (frare)
- Johan Leysen (Rombaut)
- Dora van der Groen (Greete)
- Senne Rouffaer (El Cocq)
- Geert Desmet (Han)
- Michel Poncelet (Josse)

## Premis i nominacions
- 1988: Cannes: Nominada a la Palma d'Or.
- Premi André-Cavens de la Unió de la crítica de cinema (UCC) per la millor pel·lícula belga